# Terebellides paulina
Terebellides paulina är en ringmaskart som först beskrevs av Grube 1871.  Terebellides paulina ingår i släktet Terebellides och familjen Trichobranchidae. Inga underarter finns listade i Catalogue of Life.